# Pierre II de Luxembourg-Saint-Pol
Pierre II de Luxembourg, né vers 1440, mort le 25 octobre 1482 au château d’Enghien dans le Hainaut, fut comte de Saint-Pol, de Soissons, de Brienne et de Marle, sire de Roussy (-le-Village et le-Bourg), de Dunkerque, Gravelines, Bourbourg, etc., châtelain de Lille.
Il est le fils du connétable Louis de Luxembourg (1418-1475), comte de Saint-Pol, de Ligny, de Brienne, de Conversano et de Guise, et de Jeanne de Bar-le-Duc (†1462), comtesse de Marle, de Soissons et dame de Condé.

## Biographie
Son nom vient du fait qu'il était un descendant de 8e génération de Henri V, comte de Luxembourg, appartenant donc à la branche française de la maison de Luxembourg.
Pierre a une vie beaucoup moins mouvementée que celle de son père. Il est en effet le fils de Louis de Luxembourg qui a été, entre autres, connétable de France. Celui-ci est capturé par le duc de Bourgogne, Charles le Téméraire qui le livra alors à Louis XI. Louis de Luxembourg est décapité le 19 décembre 1475 après avoir été déclaré coupable du crime de lèse-majesté.
Son père ayant été décapité pour trahison et ses biens presque tous confisqués, Pierre hérite avec ses frères des terres que le roi de France et le duc de Bourgogne n’ont pas confisquées. Il hérite en premier lieu, des comtés de Saint-Pol et de Conversano ainsi que des seigneuries d’Enghien et d’Haubourdin. Après la mort de son frère aîné, Jean à la bataille de Morat le 22 juin 1476, Pierre monte à la tête de la famille de Luxembourg et hérite des comtés de Marle et de Soissons.
Sa fidélité au duché de Bourgogne, qui se remarque dans son rôle politique lors des troubles qui ont suivi la mort, en 1477, de Charles le Téméraire par exemple, lui permet cette même année de se voir restituer par Marie de Bourgogne, fille du duc défunt, tous les biens confisqués à la mort de son père. De plus, grâce aux clauses d'un traité entre Louis XI et Marie de Bourgogne, Pierre a pu récupérer quelques biens de son père : Saint-Pol-sur-Ternoise, Brienne et Roussy.
Il devient chevalier de la Toison d’or en 1478 à Bruges, ce qui prouve d'autant plus sa valeur à la cour bourguignonne.
Pierre meurt en 1482 à l’âge de quarante-deux ans au château d’Enghien dans le Hainaut, lieu où il a vécu la plus grande partie de sa vie et dont il était baron. Il laisse derrière lui deux petites filles orphelines.

## Mariage et descendance
Il épouse en 1464 / 1465 Marguerite de Savoie (1439 † 1483), fille de Louis Ier, duc de Savoie et prince de Piémont, et d'Anne de Chypre-Lusignan, sœur de Marie de Savoie (1448 † 1475 ; la belle-mère de Pierre II, car la seconde épouse du connétable Louis de Luxembourg-St-Pol).
Ils ont eu 6 enfants :
- Louis, mort jeune ;
- Claude, mort jeune ;
- Antoine, mort jeune ;
- Marie, la fille aînée, née vers 1470 et morte en 1547, est comtesse de Saint-Pol, de Marle et de Soissons... Elle devient à la mort de son père l’héritière de tous les biens de cette branche de la famille. En mars 1483, six mois après le décès de son père et alors qu’elle a environ 13 ans, elle épouse son oncle Jacques de Savoie (1450 † 1486), seigneur de Romont. Un ou deux mois après la mort de son premier mari en 1487 elle met au monde une fille. Elle se remarie en février 1488 à la demande de Charles VIII avec François de Bourbon (1470 † 1495), comte de Vendôme. Elle a cinq enfants avec son second époux qui meurt en 1495[5] ;
- Françoise († 1523), dame d'Enghien, est mariée en 1485 à Philippe de Clèves (1456 † 1528), duc de Ravenstein et capitaine-général de Flandre ;